# Teresita Pasini
Teresita Pasini (o Teresita dei Bonfatti), nota anche con lo pseudonimo di Alma Dolens (18 febbraio 1869 – Milano, 20 maggio 1948), è stata una pacifista e giornalista italiana impegnata sia come femminista sia come attivista politica.
Scelse lo pseudonimo Alma Dolens (in italiano: Anima sofferente) per manifestare la sua vicinanza a chi soffriva a causa delle guerre.

## Biografia
Nacque nel 1876 in una nobile famiglia umbra che durante il risorgimento si schierò a favore di Giuseppe Garibaldi. Sposò un avvocato milanese e per questo motivo si trasferì nel capoluogo lombardo. 

## Impegno politico
A Milano, sostenuta in questo anche dal marito, divenne attivista per i diritti delle donne. Fu vicina alle idee socialiste e divenne presidente del Comitato lombardo per il suffragio femminile e per i diritti delle lavoratrici. Fu relatrice alle Conferenze nazionali per la Pace del 1909 e 1910 ed operò per legare politicamente il movimento suffragista e quello pacifista, tentando di operare una sintesi che coinvolgesse anche i sindacati dei lavoratori. Creò la Società per la pace femminile e viaggiò per tutta l'Italia centrale per creare comitati locali.
Nel 1911 a seguito della guerra italo-turca il movimento pacifista fu percorso da un aspro dibattito e Teresita Pasini si batté contro l'intervento, collegandosi anche con associazioni pacifiste in Svizzera e negli Stati Uniti. A causa del suo attivismo pacifista, le fu vietato di pronunciare discorsi pubblici per due anni, durante i quali Pasini studiò le condizioni della classe operaia e dei ceti disagiati in Italia. Riprese l'impegno pubblico partecipando alla conferenza per la pace di Budapest, durante la quale iniziò a collaborare con la pacifista Rosika Schwimmer. Più tardi, tornata a Milano, frequentò anche il salotto intellettuale di Margherita Sarfatti.
Partecipò attivamente al dibattito che precedette l'entrata in guerra dell'Italia mantenendo rapporti con Ernesto Teodoro Moneta, Arcangelo Ghisleri e altri esponenti politici a favore o contrari alla guerra.
Nel 1914 fu delegata ai congressi e alle conferenze contro la guerra a L'Aia e a Bruxelles per tentare di impedirne lo scoppio. Fu presidente della Società "Pro Arbitrato e disarmo" e aderì alla Lega internazionale dei Neutri (anti interventista) con personalità come il deputato socialista Claudio Treves, il sindaco di Milano Emilio Caldara, padre Agostino Gemelli e il rabbino di Milano Alessandro Da Fano. 

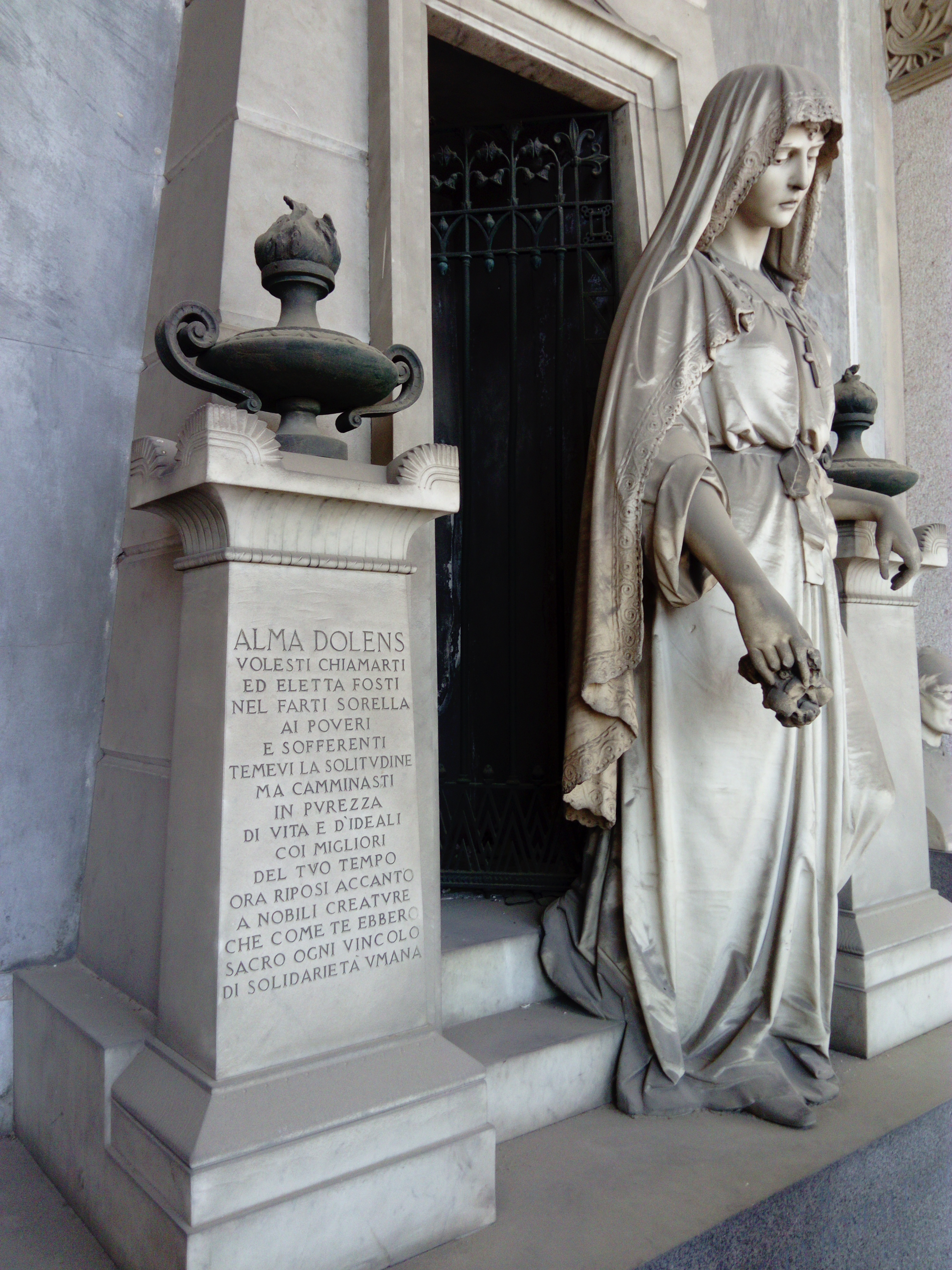
La statua e la stele sovrastanti la tomba di Alma Dolens al Cimitero Monumentale di Milano.

Scoppiata la prima guerra mondiale, si dedicò al volontariato a favore delle famiglie povere evacuate dal fronte italo-austriaco. Forte dei suoi convincimenti pacifisti, sosteneva che "il nemico non è al confine; è tutto intorno a noi: è la povertà, la tubercolosi, la disoccupazione. La cura per queste malattie è la fine di formidabili e costose armi".
Nel periodo fascista non le fu possibile svolgere attività pubblica ma continuò a sostenere i dissidenti antifascisti milanesi, tra i quali lo scrittore Gilberto Gilioli e la moglie Myrthe Ripamonti.

## Ultimi anni
Alla fine della Seconda Guerra Mondiale, ormai in età avanzata, si trasferì in una casa di via Leopardi a Milano dove morì.
La sua tomba si trova nel famedio del Cimitero Monumentale di Milano. Una statua con una stele la ricorda con queste parole: «Alma Dolens volesti chiamarti ed eletta fosti nel farti sorella ai poveri e sofferenti. Temevi la solitudine ma camminasti in purezza di vita e d'ideali coi migliori del tuo tempo. Ora riposi accanto a nobili creature che come te ebbero sacro ogni vincolo di solidarietà umana».
Un busto di Teresita Pasini è conservato dagli eredi della famiglia Gilioli.